# José María Morelos y Pavón, Tacotalpa
José María Morelos y Pavón är en ort i Mexiko.   Den ligger i kommunen Tacotalpa och delstaten Tabasco, i den sydöstra delen av landet, 700 km öster om huvudstaden Mexico City. José María Morelos y Pavón ligger 21 meter över havet och antalet invånare är 439.
Terrängen runt José María Morelos y Pavón är platt åt nordost, men åt sydväst är den kuperad. Runt José María Morelos y Pavón är det ganska tätbefolkat, med 56 invånare per kvadratkilometer. Närmaste större samhälle är Macuspana, 18,4 km norr om José María Morelos y Pavón. Trakten runt José María Morelos y Pavón består till största delen av jordbruksmark.